# Pfarrhaus (Mauerstetten)

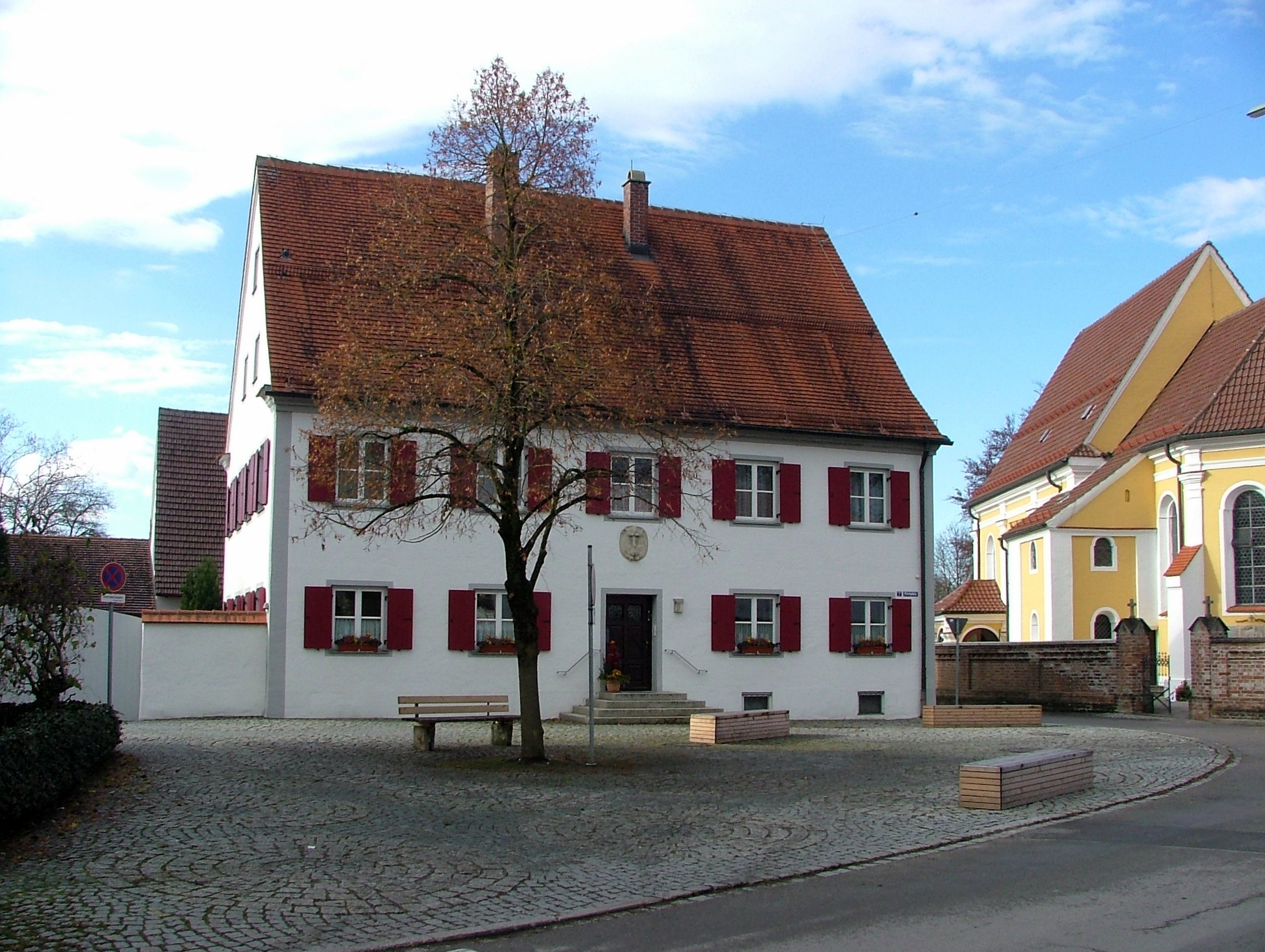
Pfarrhaus in Mauerstetten

Das Pfarrhaus in Mauerstetten, einer Gemeinde im Landkreis Ostallgäu im bayerischen Regierungsbezirk Schwaben, wurde 1744 errichtet. Das Pfarrhaus am Kirchplatz 1, südlich der katholischen Pfarrkirche St. Vitus, ist ein geschütztes Baudenkmal.
Der zweigeschossige Satteldachbau besitzt vier zu fünf Fensterachsen. Der Hauseingang ist über eine Distanztreppe zu erreichen.
Der Pfarrstadel ist ein Satteldachbau aus dem 18. Jahrhundert.